# Koblenz (Gößnitz)
Koblenz ist ein Weiler von Gößnitz im Landkreis Altenburger Land in Thüringen.

## Lage
Koblenz befindet sich östlich von Gößnitz im Übergang des Zeitzer-Altenburger-Lösshügellandes in das Erzgebirgsvorland bei Meerane. Verkehrsmäßig ist das Gebiet gut erschlossen. Die Landesstraßen 2466 und 1358 führen durch die Gemeindefluren, die Bundesstraße 93 führt im Westen am Ort vorbei. In Gößnitz besteht Eisenbahnanschluss. Südlich des Orts befindet sich die Landesgrenze zu Sachsen.

## Geschichte
Zwischen 1181 und 1214 fand die urkundliche Ersterwähnung des Weilers statt. Koblenz gehörte zum wettinischen Amt Altenburg, welches ab dem 16. Jahrhundert aufgrund mehrerer Teilungen im Lauf seines Bestehens unter der Hoheit folgender Ernestinischer Herzogtümer stand: Herzogtum Sachsen (1554 bis 1572), Herzogtum Sachsen-Weimar (1572 bis 1603), Herzogtum Sachsen-Altenburg (1603 bis 1672), Herzogtum Sachsen-Gotha-Altenburg (1672 bis 1826). Bei der Neuordnung der Ernestinischen Herzogtümer im Jahr 1826 kam der Ort wiederum zum Herzogtum Sachsen-Altenburg.
Nach der Verwaltungsreform im Herzogtum gehörte Koblenz bezüglich der Verwaltung zum Ostkreis (bis 1900) bzw. zum Landratsamt Ronneburg (ab 1900). Das Dorf gehörte ab 1918 zum Freistaat Sachsen-Altenburg, der 1920 im Land Thüringen aufging. 1922 kam es zum Landkreis Altenburg.
Am 1. August 1924 wurde Koblenz nach Pfarrsdorf eingemeindet, mit dem es am 1. November 1973 zur Stadt Gößnitz kam. Bei der zweiten Kreisreform in der DDR wurden 1952 die bestehenden Länder aufgelöst und die Landkreise neu zugeschnitten. Somit kam Koblenz als Ortsteil von Pfarrsdorf bzw. später von Gößnitz mit dem Kreis Schmölln an den Bezirk Leipzig, der seit 1990 als Landkreis Schmölln zu Thüringen gehörte und bei der thüringischen Kreisreform 1994 im Landkreis Altenburger Land aufging. 2012 wohnten 30 Personen im Weiler.